# Burtî, Poltava
Burtî (în ucraineană Бурти) este un sat în comuna Cerkasivka din raionul Poltava, regiunea Poltava, Ucraina.

## Demografie
Componența lingvistică a localității Burtî
     Ucraineană (82,76%)
     Rusă (17,24%)
Conform recensământului din 2001, majoritatea populației localității Burtî era vorbitoare de ucraineană (82,76%), existând în minoritate și vorbitori de rusă (17,24%).